# Batrisodes hubrichti
Batrisodes hubrichti är en skalbaggsart som beskrevs av Park 1958. Batrisodes hubrichti ingår i släktet Batrisodes och familjen kortvingar. Inga underarter finns listade i Catalogue of Life.